# Henry Travers
Henry Travers fue un actor inglés conocido, entre otros papeles, por el de ángel en ¡Qué bello es vivir!

## Biografía

### Vida personal
Travers John Heagerty nació en Berwick-upon-Tweed, Northumberland, Inglaterra, hijo de Daniel Heagerty, un doctor irlandés de Cork. La familia estuvo en Prudhoe tan sólo un par de años, trasladándose posteriormente a Woodburn (Corsenside) en 1872 y después a Berwick-upon-Tweed en 1876. Inicialmente estudió arquitectura en Berwick antes de debutar en el teatro con el nombre artístico de Henry Travers.
Después de debutar en Inglaterra, emigró a los Estados Unidos, debutando en producciones de Hollywood desde 1933. El último film de Travers lo realizó en 1949. El papel más conocido de Travers sería el del ángel Clarence que viene a salvar a James Stewart del suicidio en el film de Frank Capra ¡Qué bello es vivir!. También tuvo una nominación a los Óscar como mejor actor secundario por su participación en La señora Miniver.
En 1965, Travers moriría y sería enterrado en Forest Lawn Memorial Park Cemetery de Glendale (California).

## Filmografía
- El hombre invisible (The Invisible Man) (1933), de James Whale.
- Mi debilidad (My weakness) (1933) de  David Butler.
- Reunión (Reunion in Vienna) (1933) de  Sidney Franklin.
- La muerte de vacaciones (Death Takes a Holiday) (1934), de Mitchell Leisen.
- Nacida para ser mala (Born to Be Bad) (1934), de Lowell Sherman.
- Four Hours to Kill! (1935)
- El escándalo del día (After Office Hours) (1935), de  Robert Z. Leonard
- Las hermanas (The Sisters) (1938), de Anatole Litvak.
- Dodge, ciudad sin ley (Dodge City)  (1939), de  Michael Curtiz.
- Amarga victoria  (Dark Victory) (1939), de  Edmund Goulding.
- El explorador perdido (Stanley and Livingstone) (1939), de Otto Brower y Henry King.
- Vinieron las lluvias (The Rains Came) (1939), de  Clarence Brown.
- Primrose Path (1940), de  Gregory La Cava.
- Edison, el hombre (Edison, the Man) (1940), de  Clarence Brown.
- El último refugio (High Sierra) (1941) de  Raoul Walsh.
- Bola de fuego (Ball of Fire) (1941), de  Howard Hawks.
- Gente alegre (a Girl, a Guy, and a Gob) (1941) de  Richard Wallace.
- La señora Miniver (Mrs. Miniver) (1942), de  William Wyler.
- Niebla en el pasado (Random Harvest) (1942), de  Mervyn LeRoy.
- La sombra de una duda (Shadow of a Doubt) (1943), de  Alfred Hitchcock.
- Madame Curie (1943), de  Mervyn LeRoy.
- Estirpe de dragón (Dragon Seed, 1944), de Jack Conway y Harold S. Bucquet.
- The Very Thought of You (1944)
- None Shall Escape (1944)
- Juego de pasiones (Thrill of a Romance) (1945), de Richard Thorpe.
- Tramposos entrampados (The Naughty Nineties) (1945), de Jean Yarbrough.
- Las campanas de Santa María (The Bells of St. Mary's) (1945), de Leo McCarey.
- El despertar  (1946), de Clarence Brown.
- ¡Qué bello es vivir!  (1946), de Frank Capra.
- Gallant Journey (1946)

## Premios y distinciones
Premios Óscar
| Año  | Categoría              | Película          | Resultado |
| ---- | ---------------------- | ----------------- | --------- |
| 1943 | Mejor actor de reparto | La señora Miniver | Nominado  |